# Squid (program)
Squid je svobodný kešovací proxy server původně určený pro UN*Xové systémy. Primárně obstarává protokoly HTTP a FTP, ale v omezené míře podporuje také HTTPS, TLS a SSL a Gopher.
Je používán jak na straně webových serverů coby reverzní proxy ke kešování opakovaných stejných požadavků, tak na straně klientů
na společné lokální síti pro sdílení webu, ale i DNS a některých jiných služeb. Kromě zvýšení výkonu sítě může být nasazen také k filtrování provozu například z bezpečnostních důvodů nebo za účelem cenzury.
Je napsaný v jazyce C a je k disposici pod licencí GNU General Public License. Mezi systémy, na kterých běžela některá z jeho verzí, patří AIX, Tru64, FreeBSD, HP-UX, IRIX, Linux, Mac OS X, NetBSD, NeXTSTEP, OpenBSD, SCO OpenServer, Solaris, UnixWare a Microsoft Windows.
Mezi významné weby využívající Squid patří Wikipedie a ostatní projekty nadace Wikimedia.